# Trans Am (Rockband)
Trans Am ist eine amerikanische Synthie-Rock-Band, die 1990 in Washington, D.C. gegründet wurde. Ihre Alben sind auf dem Chicagoer Independent-Label Thrill Jockey erschienen.  

## Diskografie
- 1996: Trans AM
- 1997: Surrender To The Night
- 1998: The Surveillance
- 1999: Futureworld
- 1999: Who Do You Think We Are (EP)
- 2000: You Can Always Get What You Want (Rarities Compilation)
- 2000: Red Line
- 2002: TA
- 2002: Extremixxx (EP Remixes)
- 2004: Liberation
- 2009: What Day Is It Tonight? - Trans Am Live 1993–2008 (Live Album)
- 2010: Thing
- 2014: Volume X
- 2017: California Hotel